# Tì-kheo-ni

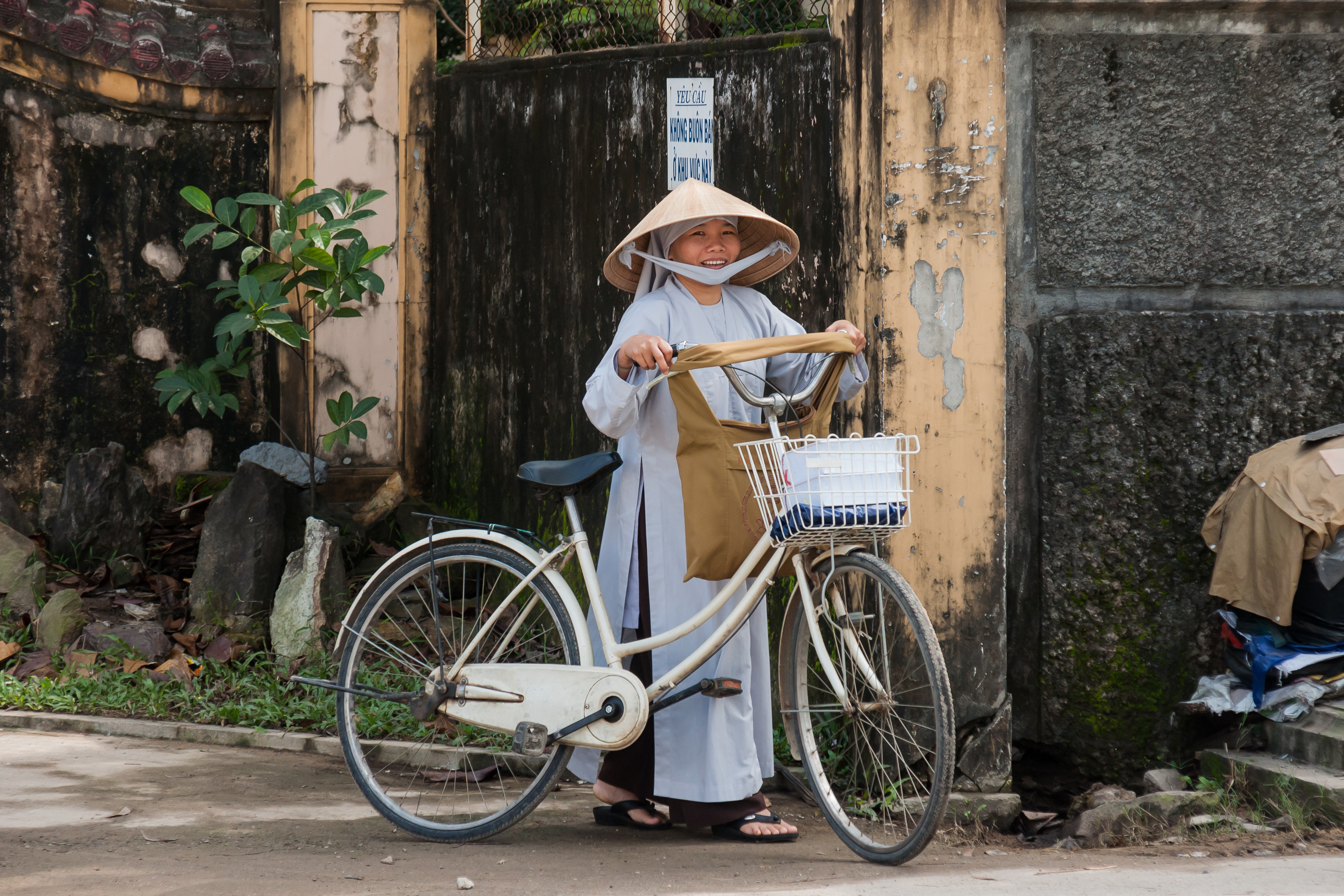
Một ni sư người Việt

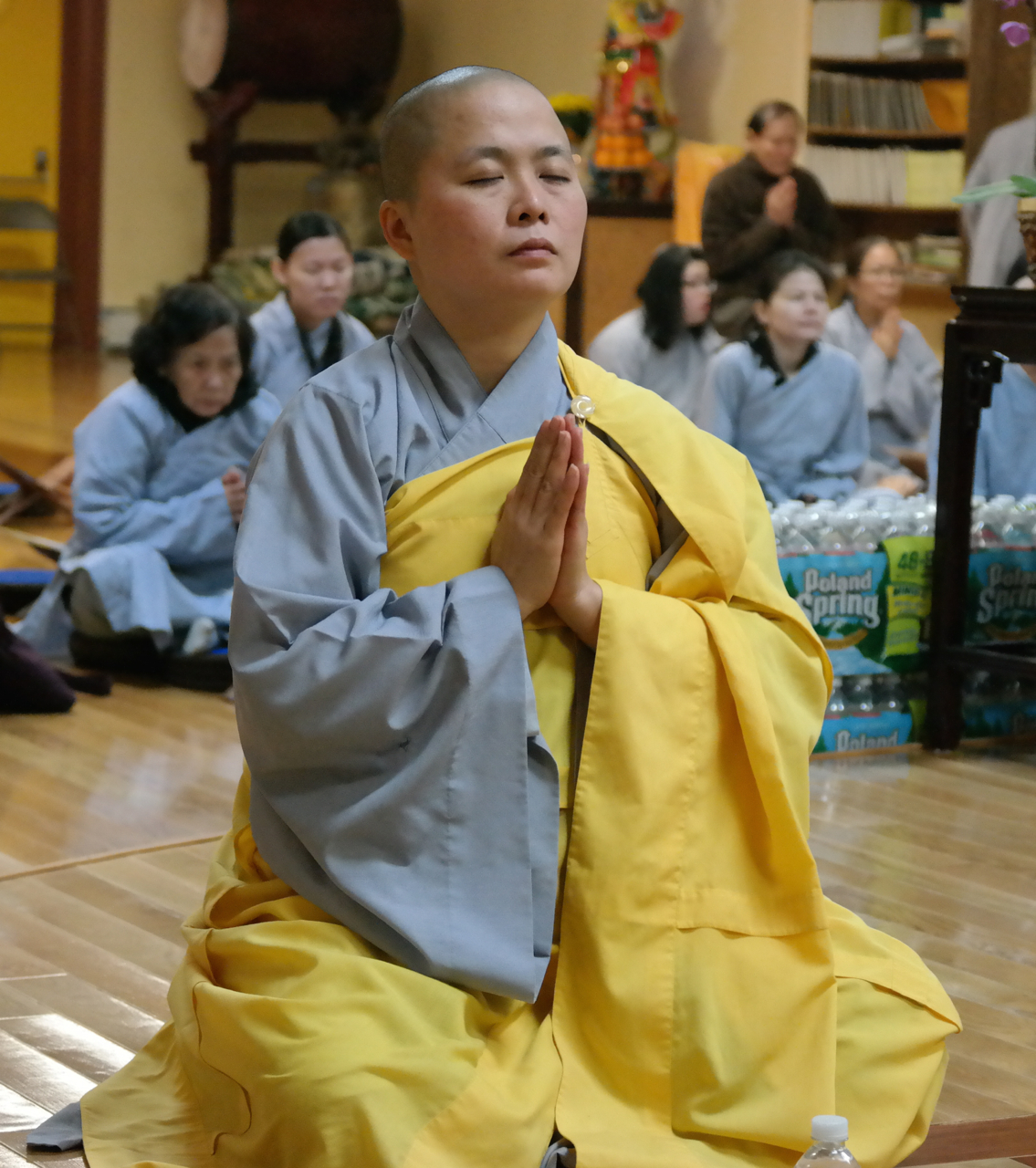
Một ni sư người Việt

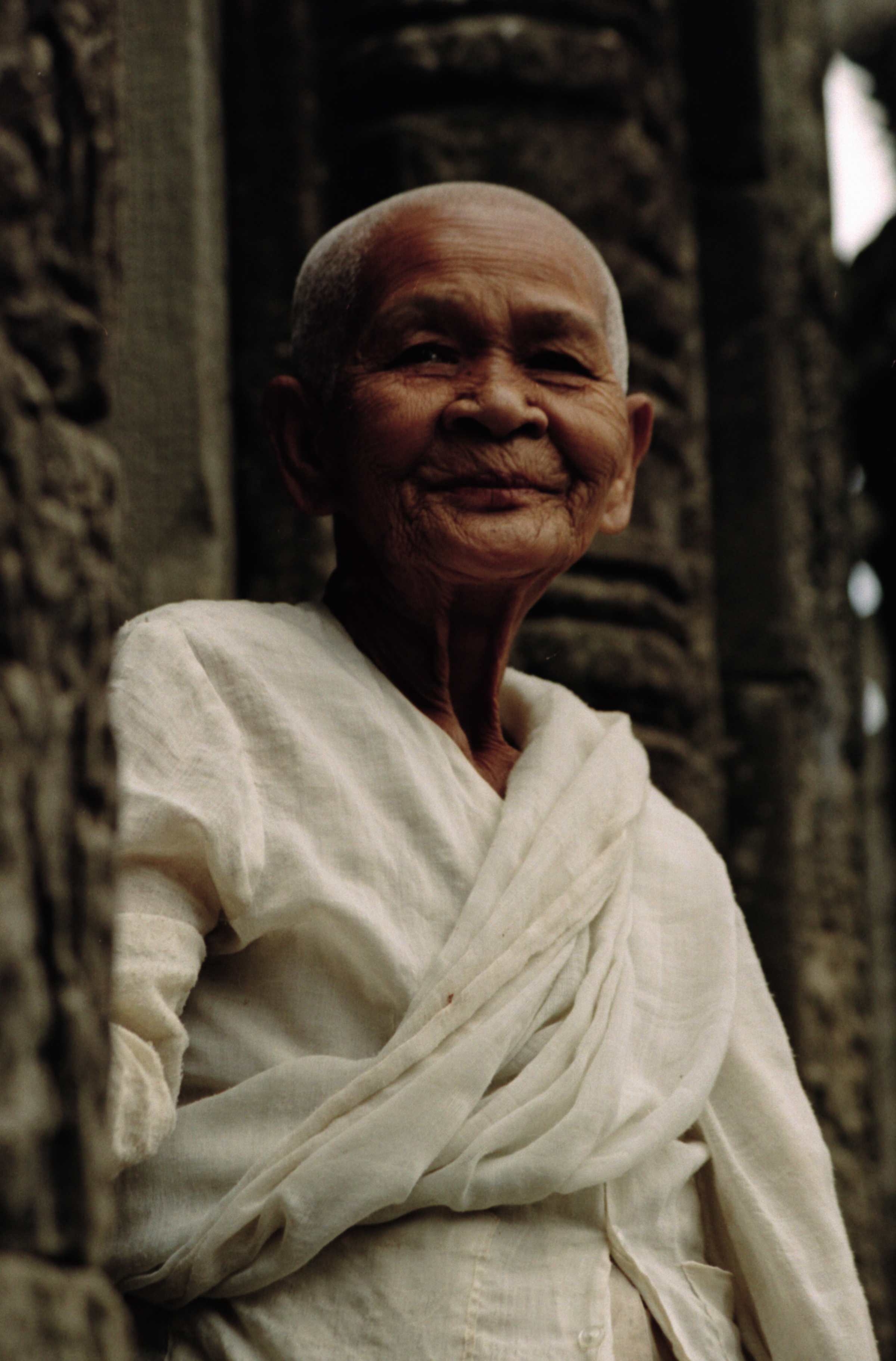
Một ni sư tại Siem Reap, Cam Bốt

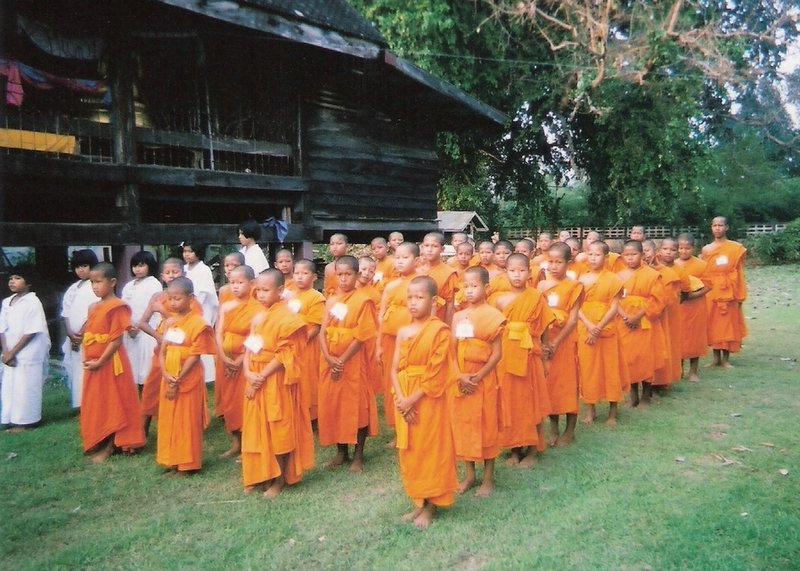
Tiểu ni tại Thái Lan

Tỉ-khâu-ni hay là Tỳ Kheo ni (zh. 比丘尼, sa. bhikṣuṇī, pi. bhikkhunī, bo. sde slong ma དགེ་སློང་མ་) là nữ giới xuất gia, là nữ tu Phật giáo. Trong dân gian, một phụ nữ xuất gia thì còn được gọi là ni cô hay là ni sư.

## Lịch sử
Ni đoàn được mẹ kế của Phật (bà Ma-ha Ba-xà-ba-đề) lập ra với sự ủng hộ của tôn giả A-nan-đà (sa. ānanda). Cũng một phần vì điều này mà A-nan-đà bị khiển trách trong lần Đại hội kết tập kinh điển Phật giáo lần thứ nhất. Chính Phật Thích Ca cũng lo ngại sự gia nhập của nữ giới sẽ làm Tăng-già khó tu hành, ngài dự đoán là thời mạt pháp vì lý do đó mà sẽ tới sớm hơn. Giới Tỳ Kheo Ni phải chấp hành Bát Kỉnh Pháp để thời kỳ tượng pháp (thời kỳ giáo pháp được duy trì vững vàng) vẫn kéo dài 1000 năm, thay vì chỉ còn 500 năm.
Vì vậy, Phật Thích Ca không hoan hỉ trong việc cho phụ nữ xuất gia, nhờ sự cầu xin của đại đức A-nan-đà (Ananda) mà Phật chấp nhận thành lập ni đoàn. Phật dạy đại đức rằng: 
"Này Ananda, nếu phụ nữ không được phép xuất gia và sống trong Pháp và Luật của Ta, thì cuộc sống Thánh hạnh của các đệ tử của Ta có thể giữ vững dài lâu, Chánh pháp cao cả của Ta có thể duy trì một ngàn năm, nhưng vì phụ nữ được phép xuất gia, cuộc sống Thánh của các đệ tử Ta sẽ không duy trì dài lâu, và từ nay Chánh pháp cao cả của Ta chỉ còn tồn tại 500 năm nữa mà thôi".
"Cũng như, này Ananda, có những ngôi nhà có nhiều phụ nữ và ít đàn ông, những ngôi nhà đó rất dễ bị mất trộm. Nếu để phụ nữ xuất gia, sống trong Pháp và Luật của Như Lai, cuộc sống Thánh của các đệ tử sẽ khó mà duy trì dài lâu. Cũng như một người đắp một con đê để ngăn một bể nước lớn, không để cho nước tràn qua. Ta cũng vậy, Ta chế định ra 8 giới điều nghiêm khắc trên (Bát Kỉnh Pháp) là để ngăn ngừa không để cho Tỳ kheo ni vi phạm".

## Giới luật
Quy định về đời sống của tỉ-khâu-ni khắc nghiệt hơn nhiều so với nam giới. Luật tạng có 227 giới cho Tỳ-kheo, 311 giới cho Tỳ-kheo ni, theo truyền thống Phật giáo Nguyên thủy; 250 giới cho Tỳ-kheo, 348 giới cho Tỳ-kheo ni, theo truyền thống Đại thừa. Ngoài ra, giới Tỳ Kheo Ni phải chấp hành Bát Kỉnh Pháp, suốt đời không thay đổi, gồm có 8 điều sau:
1- Một Tỳ kheo ni, dầu có trăm tuổi hạ cũng phải đứng dậy chắp tay đảnh lễ trước một Tỳ kheo mới thọ giới Cụ túc (giới luật của Tỳ-kheo) được một ngày.
2- Một Tỳ Kheo ni không được an cư kiết hạ ở nơi nào không có Tỳ kheo ở.
3- Mỗi nửa tháng, Tỳ Kheo ni phải đến cầu xin thọ giáo cùng Tỳ kheo.
4- Khi an cư xong, phải đến Tỳ kheo cầu ba sự tự tứ: đã thấy gì, nghe gì, và nghĩ gì.
5- Nếu Tỳ kheo ni phạm trọng tội thì phải chấp hành sám luật trước hai bộ Tăng trong thời gian nửa tháng.
6- Tỳ Kheo ni phải tu tập 6 giới trong 2 năm rồi mới được xin thọ giới Cụ Túc trước hai bộ Tăng.
7- Một Tỳ kheo ni không được khiển trách hay nặng lời đối với một vị Tỳ kheo trong bất kỳ trường hợp nào.
8- Tỳ kheo ni không được nói lỗi của Tỳ kheo. Trái lại, Tỳ kheo được quyền cử tội Tỳ kheo ni.